# Osteocephalus oophagus
Espèce
Statut de conservation UICN

 LC  : Préoccupation mineure
Osteocephalus oophagus est une espèce d'amphibiens de la famille des Hylidae.

## Répartition
Cette espèce se rencontre jusqu'à 100 m d'altitude dans le bassin amazonien :
- en Guyane ;
- au Guyana ;
- au Brésil dans les États d'Amazonas et du Pará ;
- en Colombie dans le département de Guainía.

## Description

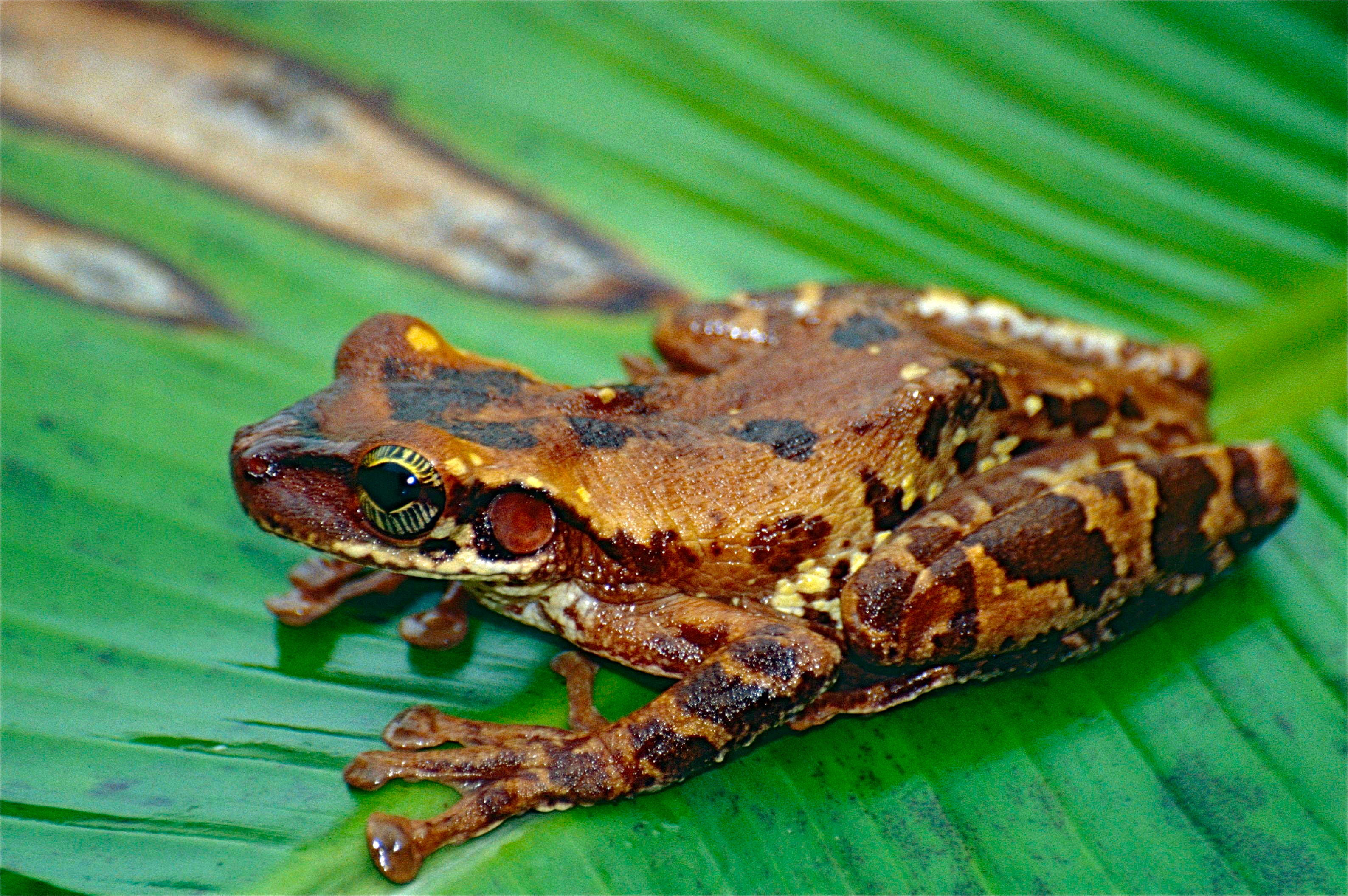
Osteocephalus oophagus (Guyane, France)

## Publication originale
- Jungfer & Schiesari, 1995 : Description of a central Amazonian and Guianan tree frog, genus Osteocephalus (Anura, Hylidae), with oophagous tadpoles. International Society for the Study and Conservation of Amphibians, vol. 13, no 1, p. 1-13.